# Міжнародна міграція робочої сили
Мігра́цією робо́чої си́ли називається переміщення працездатного населення із одних країн в інші терміном більше ніж на один рік, викликане причинами економічного, політичного чи іншого характеру.

## Види міжнародної міграції робочої сили
Міграція робочої сили проявляється в двох основних різновидах: еміграції та імміграції.
Еміграцією називається переселення громадян в іншу країну на постійне або довготривале тимчасове проживання. Імміграція – в'їзд в країну громадянина іншої країни на постійне чи довготривале проживання. Явище, коли іммігранти виїжджають з країни, в яку вони іммігрували, або емігранти повертаються на батьківщину називають рееміграцією.
Різниця між імміграцією з країни та еміграцією в країну називається міграційне сальдо.

## Ринок робочої сили
У результаті міграції робочої сили був сформований світовий ринок праці. Пропозиція на цьому ринку керується ситуаціями на внутрішніх ринках праці країн-експортерів та країн-імпортерів робочої сили.
Ринок робочої сили виконує низку функцій: здійснює визначення вартості робочої сили, регулює попит і пропозицію робочої сили, зводить продавців робочої сили з покупцями, забезпечує конкуренцію між найманими працівниками (що означає мотивацію робітників до підвищення їх кваліфікаційного рівня та здешевлює ціну робочої сили), прискорює міграційні процеси в національному та інтернаціональному масштабах, сприяє виявленню шляхів та розробці заходів соціального захисту робочої сили та інші.
Оскільки міжнародна міграція робочої сили набула масового характеру, то у світі сформувалися чотири основних ринки робочої сили: США та Канада (трудові ресурси склалися завдяки іммігрантам), країни Західної та Північної Європи (використання іноземної робочої сили відбувається переважно завдяки взаємній інтеграції країн, велику роль у цьому процесі відіграло створення ЄС), країни Близького Сходу (ринок праці тут забезпечують емігранти з Єгипту, Іраку, Сирію, Йорданію, Палестини), країни Латинської Америки (рух робочої сили у цьому регіоні забезпечується завдяки взаємному переміщені робочої сили між країнами).

## Роль, характерні риси та способи визначення масштабів міграції
Необхідність міграції робочої сили зумовлена нерівномірністю нагромадження капіталу, існуванням відносного перенаселення (безробіття) як постійного джерела надлишкових робочих рук в одних країнах і недостача дешевої робочої сили в інших.
Характерною рисою міжнародної міграції робочої сили в сучасних умовах є рух двох різних типів мігрантів з відсталих країн у розвинуті. Один тип – це наукові кадри та спеціалісти (так званий "відтік мізків", інший тип – це некваліфікована або малокваліфікована робоча сила, основною сферою зайнятості якої є галузі, де переважає важка ручна праця.
Для визначення масштабів міграційних процесів використовують три основні кількісні показники: трудовий дохід (виплата зайнятим), переміщення мігрантів та перекази робітників; котрі, через незручність обрахування, виражаються переважно у платіжному балансі.
Трудовим доходом називаються зарплати та інші виплати готівкою чи натурою, отримані приватними особами-нерезидентами за роботу, виконану для резидентів і оплачену ними. Переміщення мігрантів являє собою оцінку майна, яке перевозять з собою в іншу країну мігранти, у грошовому еквіваленті. Перекази робітників – це загальна сума пересланих грошей чи майна емігрантів своїм родичам, що залишились на батьківщині.

## Міграційна політика держави
У сучасному світі міграція робочої сили є важливою частиною економічного життя країн, адже цей процес є практично неконтрольованим, хаотичним, з нього важко вилучити конкретні кількісні показники. Саме тому держава має забезпечувати певний набір заходів щодо упорядкування міграційних процесів.
Міграційна політика – політика держави у сфері міграції населення. Оскільки основний поділ міжнародної міграції є за напрямком руху населення, тобто еміграція та імміграція, то політика держави у сфері міграції населення також поділяється на еміграційну та імміграційну. Імміграційна політика – регламентація правил і норм прийняття іноземних громадян в країну. Еміграційна політика – регламентація правил і порядку виїзду громадян країни за кордон і захист їх прав у країнах, що їх приймають.
Основними інструментами (за А. Кірєєвим) регулювання імміграційних процесів є обмеження особистого характеру (контроль за здоров'ям іммігрантів, недопущення іммігрантів-наркоманів, людей з психічними розладами, ВІЛ-інфікованих), кількісне квотування (у більшості країн існує певна кількісна межа іммігрантів, зазвичай регулюється законами і відбувається за наглядом правоохоронних органів), економічне регулювання (введення певних фінансових обмежень, наприклад, сплата іммігрантами певного внеску в державну казну країни, в яку вони іммігрують), часові обмеження (введення обмежень на максимальний строк перебування іноземних робітників у країні), географічні пріоритети (установлення географічної та національної структури еміграції, тобто надання переваги іммігрантам з певної країни), заборони (тобто законодавчі акти, котрі забороняють іноземцям займати певні посади).